# Hugh Percy, 3. vévoda z Northumberlandu
Hugh Percy, 3. vévoda z Northumberlandu (Hugh Percy, 3rd Duke of Northumberland, 4th Earl of Northumberland, 3rd Earl Percy, 4th Baron Warkworth, 4th Baron Percy, 3rd Baron Lovaine) (20. dubna 1785 – 11. února 1847, Alnwick Castle, Anglie) byl britský šlechtic a politik z bohaté aristokratické rodiny. V mládí byl krátce poslancem Dolní sněmovny, od roku 1812 byl členem Sněmovny lordů, titul vévody s dědictvím rozsáhlých statků v severní Anglii převzal po otci v roce 1817. Politicky patřil k umírněným toryům, v letech 1829–1830 byl místokrálem v Irsku. Jeho manželka Charlotte byla vychovatelkou královny Viktorie a její rodné příjmení Clive se objevilo v pojmenování okrasné rostliny Klívie.

## Kariéra
Pocházel z významného šlechtického rodu Percyů, byl starším synem 2. vévody z Northumberlandu. Studoval v Etonu a Cambridge, v letech 1806–1812 byl členem Dolní sněmovny (po smrti Charlese Jamese Foxe byl v roce 1806 krátce poslancem za prestižní volební obvod Westminster). Politicky patřil k toryům, ale zastával značně liberální názory a již jako poslanec dolní komory navrhoval zrušení otroctví. V roce 1812 byl s titulem barona Percyho povolán do Sněmovny lordů, titul vévody z Northumberlandu zdědil po otci v roce 1817. Po otci také převzal funkci lorda místodržitele v hrabství Northumberland (1817–1847). Od roku 1821 byl lordem komořím Jiřího IV. a v roce 1825 byl mimořádným vyslancem ve Francii při příležitosti korunovace Karla X., při této příležitosti byl jmenován členem Tajné rady. Ve Wellingtonově vládě zastával funkci místokrále v Irsku (1829–1830), v úřadu se střídal s maršálem markýzem z Anglesey. I když funkci zastával necelé dva roky (od března 1829 do prosince 1830), svými současníky byl hodnocen jako jeden z nejlepších správců Irska. Jako irský místokrál byl velmistrem Řádu sv. Patrika.
V roce 1819 získal Podvazkový řád, mimo jiné se dlouhodobě angažoval ve správě cambridgeské univerzity, v letech 1840–1847 byl jejím lordem kancléřem a získal také čestný doktorát. Dále byl členem Královské společnosti (1823) a kurátorem Britského muzea (1839-1847).

## Rodina

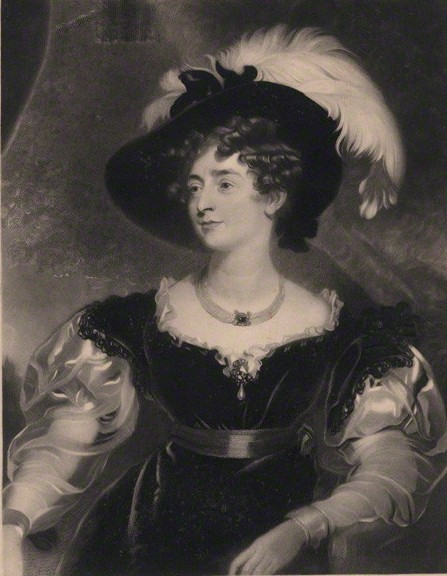
Charlotte Percy, rozená Clive, vévodkyně z Northumberlandu (1787–1866)

Jeho manželkou byla od roku 1817 Charlotte Clive (1787–1866), dcera 1. hraběte z Powisu spřízněného s rodem Herbertů. Charlotte byla jako přítelkyně krále Viléma IV. v roce 1831 jmenována vychovatelkou pozdější královny Viktorie, její funkce skončila v roce 1837 s nástupem Viktorie na trůn. V soukromí se vévodkyně z Northumberlandu věnovala botanice a šlechtění okrasných rostlin, jejím rodným příjmením Clive byla pojmenována pokojová rostlina Klívie. Manželství zůstalo bez potomstva a oba manželé jsou pohřbeni ve Westminsterském opatství. Dědicem rodových titulů a majetku byl Hughův mladší bratr admirál Algernon Percy, 4. vévoda z Northumberlandu.